# Sportfreunde 01 Dresden-Nord
Die Sportfreunde 01 Dresden-Nord sind ein deutscher Sportverein aus Dresden, in dem unter anderem die Sportarten Handball, Volleyball und Tischtennis ausgeübt werden. Der Verein entstand 2001 nach einer Fusion aus den beiden Vereinen Sportfreunde 01 Dresden und SV Dresden-Nord. Die Fußballabteilung der Sportfreunde wurde 1933 aus dem Zusammenschluss der Vereine Ring-Greiling Dresden, Brandenburg 01 Dresden und Rasensport Dresden gegründet. Heimstätte des Vereins ist die Sportanlage Meschwitzstraße in der Albertstadt. In der Vergangenheit trugen die Sportfreunde ihre Heimspiele in der Sportanlage Bärnsdorfer Straße in der Leipziger Vorstadt aus, welche 10.000 Zuschauern Platz bietet und auch als Stadion Dresden-Nord oder Radrennbahn bekannt ist.

## Dresdner Fußballring
Der Dresdner Fußballring wurde im Jahr 1902 gegründet. Der Fußballring war bis zur Gründung der Sportfreunde recht erfolgreich im mitteldeutschen Fußball. In der Spielzeit 1916/17 erreichten die Dresdner nach Siegen über Budissa Bautzen, den CBC 1899 und den SC Erfurt das Finale um die Mitteldeutsche Meisterschaft, welches gegen Halle 1896 mit 0:2 verloren wurde.
In der Saison 1918/19 konnte der Fußballring abermals das mitteldeutsche Endspiel erreichen, unterlag aber analog zu 1917 wieder den Hallensern. In der Folgezeit konnte die Mannschaft nicht mehr an die Erfolge anknüpfen. 1930 vollzog der Fußballring eine Namensänderung in Ring-Greiling 02 Dresden, welche bis zur Fusion beibehalten wurde.
Statistik
- Finalist Mitteldeutsche Meisterschaft: 1916/17, 1918/19
- Meister Ostsachsen: 1912/13, 1913/14, 1916/17, 1918/19, 1920/21, 1921/22

## Brandenburg 01 Dresden
Fusionspartner SV Brandenburg 01 Dresden wurde 1901 als FC Bayern Dresden gegründet. Bereits 1903 vollzog der Verein eine Namensänderung in FC Brandenburg Dresden. Bei Brandenburg Dresden spielten überwiegend in Dresden lebende Gastarbeiter aus Preußen. 1920 fusionierte der FC Brandenburg mit dem FC Meteor Dresden zum SV Brandenburg 01 Dresden.
Auf sportlicher Ebene errang Brandenburg Dresden mit der 1924 gewonnenen ostsächsischen Meisterschaft seinen einzigen Titel. In der damit verbundenen Qualifikation zur Mitteldeutschen Meisterschaft erreichten die Dresdner das Viertelfinale, in dem sie dem FC Wacker Halle mit 3:6 n. V. unterlagen. In der Folgezeit spielte der Verein größtenteils unterklassig. 1930 drang Brandenburg Dresden noch einmal in das Viertelfinale des mitteldeutschen Pokals vor, unterlag dem favorisierten FC Wacker Leipzig nur knapp mit 2:3.
Statistik
- Teilnahme Mitteldeutsche Meisterschaft: 1923/24
- Meister Ostsachsen: 1923/24

## Sportfreunde 01 Dresden/Aufbau Dresden-Mitte
1933 fusionierten Ring-Greiling Dresden, Brandenburg 01 Dresden und der 1908 gegründete VfR 1908 Dresden zu den Dresdner Sportfreunden 01. Die Sportfreunde erreichten nach ihrer Gründung auf Anhieb die Qualifikation zur neu gegründeten Gauliga Sachsen. In der damals höchsten deutschen Spielklasse agierten die Sportfreunde mit zwischenzeitlichen Unterbrechungen insgesamt fünf Spielzeiten. Bereits im Aufstiegsjahr erreichte der Verein mit Rang 5 sein bestes Gauligaergebnis, blieb jedoch hinter dem Dresdner SC und dem SV Guts Muts Dresden nur dritte Kraft in Dresden. Im Tschammer-Pokal erreichten die Dresdner 1935 nach Siegen über den SV Klettendorf, Hertha BSC, und Sportvgg. Masovia Lyck das Viertelfinale, in dem sie dem SV Waldhof Mannheim mit 0:1 unterlagen. 1941 erfolgte gegen den Polizei-SV Chemnitz bereits in der ersten Runde das Aus.
Die Feldhandball-Abteilung spielte ab 1933/34 in der erstklassigen Handball-Gauliga Sachsen.
Nach dem 1945 eingestellten Spielbetrieb wurde der Verein aufgelöst und 1946 als SG Neustadt neu gegründet. Im Anschluss wurden Umstrukturierungen und Umbenennungen in BSG Bau-Union-Süd Dresden (1950) sowie in BSG Aufbau Dresden-Mitte (1952) vollzogen. Die BSG trat nie im höherklassigen DDR-Fußball in Erscheinung; etwaige Teilnahmen an der DDR-Liga oder II. DDR-Liga fanden nicht statt.
Am 4. Mai 1990 gründeten die BSG-Mitglieder den ehemaligen Verein Sportfreunde 01 Dresden neu.
Statistik
- Teilnahme Fußball-Gauliga Sachsen: 1934/35, 1935/36, 1938/39, 1939/40, 1940/41, 1944/45
- Fußball-Bezirksmeister Dresden: 1934, 1937, 1938, 1942
- Teilnahme Tschammer-Pokal: 1935, 1941
- Teilnahme Handball-Gauliga Sachsen: 1933/34 bis 1935/36, 1939/40

## Sportfreunde 01 Dresden-Nord
Der mit seiner Fußballmannschaft auch weiterhin unterklassig agierende Verein fusionierte im 100. Jahr seines Bestehens am 1. Juli 2001 mit dem SV Nord zu den Sportfreunden 01 Dresden-Nord. Der Albertstädter Verein SV Nord war 1950 gegründet worden und trat im Laufe der Zeit unter den Namen BSG Funkwerk Dresden, BSG Motor Industriegelände und BSG Meßelektronik Dresden an. Die Fusion brachte mit sich, dass sich der Fußballspielbetrieb nach 100-jähriger Tradition von der Bärnsdorfer Straße, die seither von den Dresden Monarchs genutzt wird, an die Meschwitzstraße verlagerte, wo 2002 ein neuer Kunstrasenplatz entstanden war. 2004 stieg die Fußballmannschaft der Sportfreunde 01 Dresden-Nord in die Stadtliga Dresden auf (zu dieser Zeit 8. Spielklasse). In der Saison 2010/11 gelang dann mit dem Erreichen von Platz zwei der Aufstieg in die Kreisoberliga Dresden, die im ersten Jahr mit Platz zehn abgeschlossen werden konnte.

## Personen
- Harry Arlt (1926–2014) begann als Jugendlicher bei den Sportfreunden 01 Fußball zu spielen. In den frühen 1950er Jahren war er Mittelstürmer beim DDR-Oberligisten Rotation/Einheit Dresden und wurde 1953 Oberliga-Torschützenkönig.
- Kurt Lehmann begann seine Laufbahn bei den Sportfreunden
- Wolfgang Oeser begann seine Laufbahn bei Aufbau Dresden-Mitte